# Université technique d'État (Chili)
Pour les articles homonymes, voir Université technique.
L'Université technique d'État (UTE) (en espagnol : Universidad Técnica del Estado) est une université publique créée en 1947 et qui disparaît en 1981. Elle succède à l'École des Arts et Métiers (es) créée en 1849. Ses différents sites décentralisés donnent naissance en 1981 à différentes universités : l'université d'Antofagasta, l'université d'Atacama (es), l'université de La Serena, l'université du Bío-Bío, l'université de la Frontière et l'université de Magallanes.L'établissement de Santiago devient l'université de Santiago du Chili.

## Démantèlement

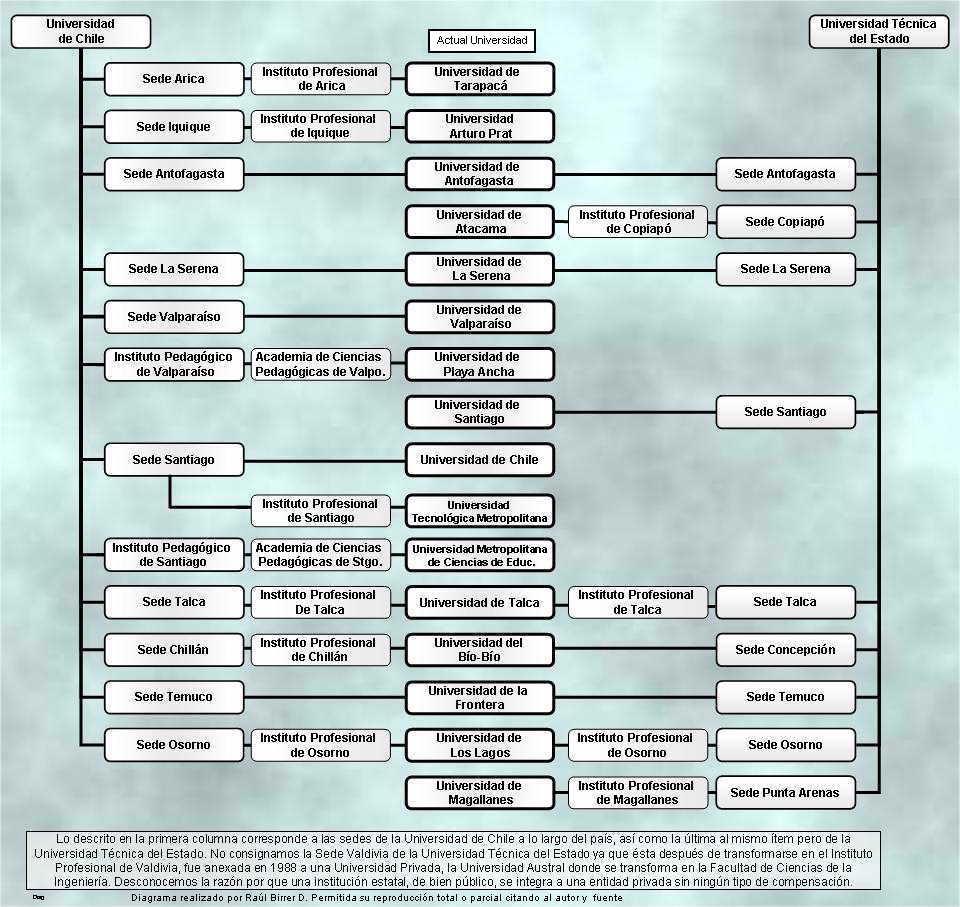
Schéma historique de la création des universités en 1981.

Une réorganisation complète du système universitaire est décidé par le décret-loi du 12 décembre 1980.
En 1981, l'UTE est transformée en université de Santiago du Chili (Usach).
Les différents établissements décentralisés participent à la création de nouvelles universités, souvent en les fusionnant avec des 
établissements décentralisés de l'université du Chili :
- Le site d'Antofagasta fusionne avec le site d'Antofogasta de l'université du Chili pour former l'université d'Antofagasta ;
- Le site de Copiapó est transformé en l'institut professionnel de Copiapó, qui devient plus tard l'université d'Atacama (es) ;
- Le site de La Serena fusionne avec le site de La Serena de l'université du Chili pour former l'université de La Serena ;
- Le site de Talca, transformé en l'institut professionnel de Talca, fusionne avec le site de Talca de l'université du Chili pour former l'université de Talca ;
- Le site de Concepción fusionne avec le site de Chillán de l'université du Chili pour former l'université du Bío-Bío ;
- Le site de Temuco fusionne avec le site de Temuco de l'université du Chili pour former l'université de la Frontière ;
- Le site d'Osorno, transformé en l'institut professionnel d'Osorno, fusionne avec le site d'Osorno de l'université du Chili pour former l'université des Lacs (es) ;
- Le site de Punta Arenas est transformé en l'institut professionnel de Magallanes, qui devient plus tard l'université de Magallanes ;
- Le site de Valdivia est transformé en l'institut professionnel de Valdivia qui plus tard, en 1988, est intégré à l'université australe du Chili qui est une université privée.